# Duc George

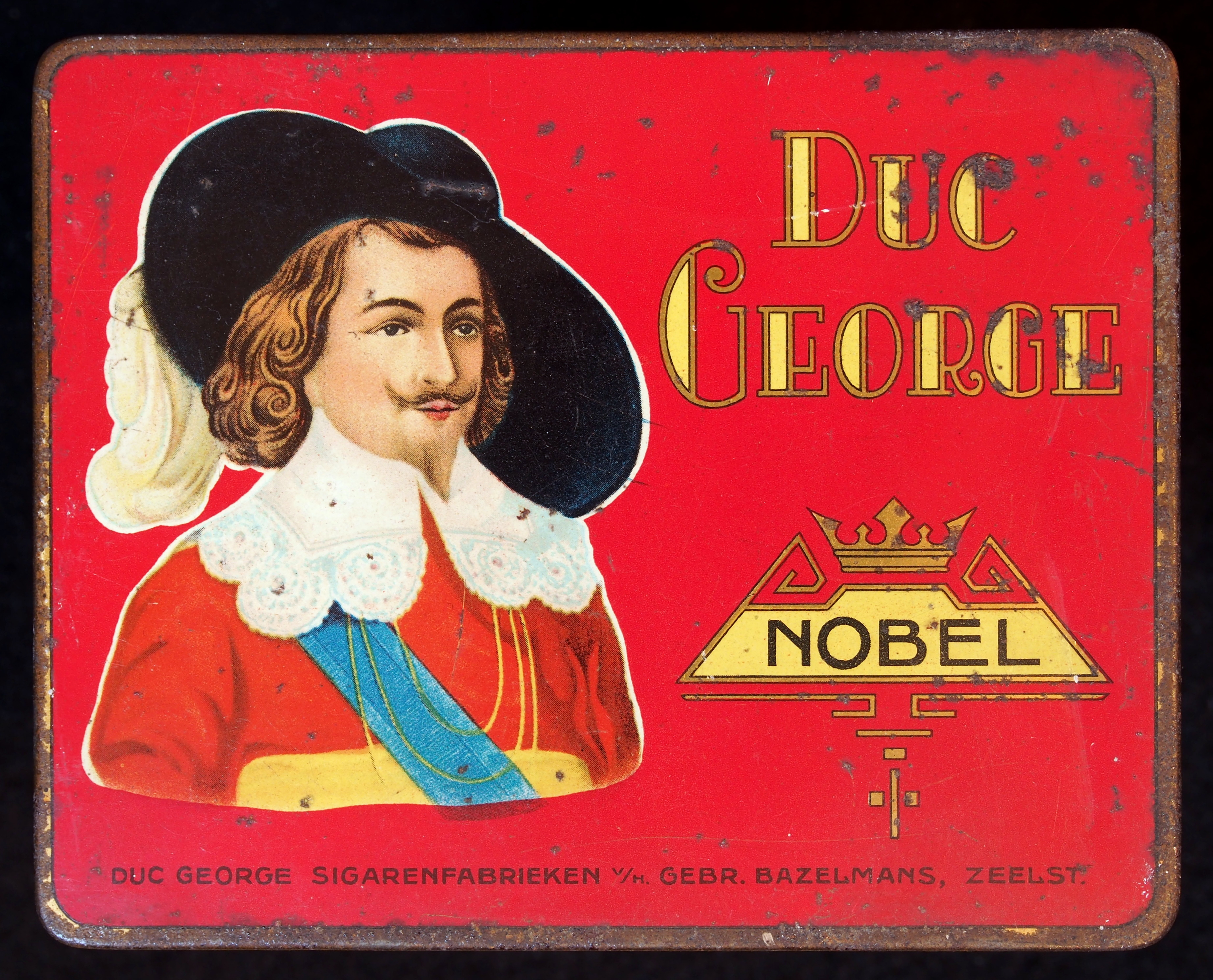
Duc George Nobel-sigarenblikje

Duc George is een Nederlands sigarenmerk
Op 1  maart 1886 richtte Henricus  Bazelmans (1860-1926) aan de Blaarthemseweg 8 in Zeelst de sigarenfabriek H.A. Bazelmans op. In 1919 werd de naam gewijzigd in N.V. Gebr Bazelmans. Op 13 maart 1928 vernoemden de gebroeders hun fabriek naar hun in 1919 gedeponeerde merk Duc George. De nieuwe naam werd: N.V. Duc George Sigarenfabrieken v/h Gebr. Bazelmans.
In 1929 werd Karel de Stoute, gedeponeerd op 27 november 1919, van Keeris en Merkelbach, Heuvelstraat, Zeelst overgenomen. Het merk Karel de Stoute viel op 26 maart 1929 als een goedmaker toe aan N.V. Karel I Sigarenfabrieken v/h H.J. van Abbe die hiermee  hun misser van 1919 rechtzette. De naar de tijdgenoot van King Charles genoemde, Duc George is vanwege het portret en de vermeende verbinding met de Engelse Koning door Karel I voor de rechter gedaagd.
In 1928 werd de directie gevormd door de broers Francisus Josephus Bazelmans (1893-1950) en Johannes Matheus Bazelmans (1895-1953). Teneinde de naam Duc George niet te grabbel te gooien vanwege de slechte tabak die, na de gedwongen export naar Duitsland van vrijwel de gehele Nederlandse tabaksvoorraad in mei 1940, ter beschikking was, gebruikte Duc George in 1941 enkele fantasienamen. 
Ook de papierschaarste dwong tot het gebruik van restanten sigarenringen. De door Duc George gebruikte sigarenmerken in 1941: Bouquet, Gold King, Jason, Modern, Morgen Sigaartjes, Rio Sello, Royal en Stabiel. Procuratiehouder Th. Groenen werd in 1943 benoemd tot directeur. In 1959 is het bedrijf van Bazelmans overgenomen door Velasquez.